# Pantolabus radiatus
Pantolabus radiatus és un peix teleosti de la família dels caràngids i de l'ordre dels perciformes.

## Particularitats
Pantolabus radiatus és l'única espècie del gènere Pantolabus.

## Morfologia
Pot arribar als 40 cm de llargària total.

## Distribució geogràfica
Es troba a les costes del Pacífic occidental: Indonèsia, Austràlia, Mar d'Arafura i Papua Nova Guinea.